# Encarnación Sánchez Jiménez
Encarnación Sánchez Jiménez (Carboneras, Almeria, 19 de setembre de 1935 – Alcobendas, Madrid, 5 d'abril de 1996) va ser una periodista espanyola, locutora de ràdio i presentadora de televisió. Va guanyar tres premis Ondas, un reconeixement anual atorgat a programes i personalitats destacades al món de la comunicació.

## Trajectòria professional
Encarna Sánchez va néixer a Carboneras (Almeria), on el 1985 se li va dedicar una plaça a pocs metres de la platja. El seu pare, un carabiner, va ser executat el 9 d'agost de 1939, acusat de rebel·lió militar per no haver-se sumat a les forces colpistes. Era la menor de cinc germans.

### Inicis
La seva primera incursió periodística va ser a Radio Almería, des d'on va fer el salt a Radio Juventud de Madrid. Va cursar estudis de locució i va demostrar tenir grans possibilitats amb el seu estil personal.
Ja com a professional, va treballar a Radio España i posteriorment es va traslladar a Sant Sebastià per encarregar-se del departament comercial d'una emissora de ràdio. De tornada a Madrid, en la dècada de 1960 va començar a ser una veu coneguda amb programes nocturns com Esto es España, señores; CS y buen viaje i La noche vista por mí. El 1968 va rebre el seu primer premi Ondas.
El 1970 va acceptar un contracte a Mèxic, i va entrar al món de la televisió amb l'espai Misión cumplida coneguda a Mèxic com a Encarnita Sánchez, i debutant com a actriu en una obra de teatre, Esta monja, no, amb la qual va guanyar un premi com a actriu femenina. Després de recórrer diversos països llatinoamericans es va establir a Santo Domingo, on va produir i va presentar el programa televisiu La noche del sábado. A l'ABC estatunidenca es va especialitzar en la producció de programes. Es va casar amb un empresari a Los Angeles i se'n va divorciar a cap de pocs anys; va tornar a Espanya en un moment en el qual el país feia la seva transició a la democràcia després de la mort de Francisco Franco el 1975.

### Èxit a la ràdio
Durant el període 1978-1984 va gaudir de notable audiència i popularitat amb el seu programa Encarna de noche, que va obrir els micròfons als ciutadans de la matinada (camioners, taxistes, etc.) i al qual imprimia un caràcter de servei públic i cert to messiànic. En aquest programa es va inspirar una cèlebre paròdia del duo còmic Martes y Trece.
Encarna de noche es va emetre a Radio Miramar des de 1978. També breument a través de La Voz de Madrid, quan va rebre algunes crítiques per la seva posició ambigua davant l'intent de cop d'Estat el 23 de febrer de 1981. El 1982 va incrementar la seva audiència en emetre's conjuntament per Radio Miramar i Radio España i un any després va traslladar el seu espai a la cadena COPE a Madrid.
El setembre de 1984 va passar a dirigir i presentar el vespertí Directamente Encarna de manera ininterrompuda fins a la seva mort el 1996. Entre els seus col·laboradors habituals es trobaven Graciano Palomo, Jaime Peñafiel, Marujita Díaz i Paquita Rico. Va continuar sent líder d'audiència en les tardes de COPE malgrat l'ascens gradual dels seus últims competidors, Júlia Otero i Xavier Sardà.
Entre novembre de 1990 i febrer de 1991 va alternar el seu programa de ràdio amb un espai d'entrevistes per a televisió a Antena 3. Y ahora, Encarna va obtenir una audiència discreta i va rebre algunes crítiques per la peculiar forma de la presentadora d'enllaçar la informació amb la publicitat.
Va ser reconeguda com una locutora influent i poderosa en la ràdio de l'època, al mateix nivell que Luis del Olmo, Iñaki Gabilondo i José María García i va entrevistar els principals líders polítics i grans personalitats de la cultura. També va protagonitzar algunes polèmiques amb artistes i professionals de la comunicació, que en molts casos es van dirimir en els tribunals.

### Mort
Encarna Sánchez va morir el 5 d'abril de 1996 a l'edat de 60 anys, de càncer de gola. El seu cos va ser incinerat i les seves cendres van ser escampades a Marbella.
En els últims anys de la seva vida va patir una greu malaltia que amb prou feines va fer pública. Quan va començar a faltar a la seva cita radiofònica a principis de 1996 va ser substituïda per Esmeralda Marugán. El programa atreia els patrocinadors fins i tot sense la seva presència i en un últim enregistrament va dir als seus oients: "el so de la ràdio ha estat per a mi i, continuarà sent, el camí més curt per comprendre el camí de l'amistat i, sobretot, el camí de la fidelitat... Aviat tornareu a somriure. Aviat vindreu a la meva trobada. Aviat podré dir amb tota la valentia del món: Tremoleu, tros de pocavergonyes!".
La periodista Mari Cruz Soriano va ocupar després les tardes de la cadena, va crear un consell de redacció i va modificar substancialment el sistema de treball.

## Premis Ondas
- 1968: Premi Local de ràdio a la millor locutora (Radio España-Madrid)
- 1981: Premi Nacional de ràdio (Radio Miramar)
- 1993: Premi Nacional de ràdio (COPE)